# Порсев, Дмитрий Борисович
Дмитрий Борисович Порсев (28 февраля 1925 — 18 сентября 2002) — передовик советского машиностроения, слесарь Воткинского машиностроительного завода Министерства оборонной промышленности СССР, Удмуртская АССР, Герой Социалистического Труда (1976).

## Биография
Родился в 1925 году в деревне Епифаново, ныне Воткинского района, республики Удмуртии в русской семье.
В 1940 году пошёл работать на Воткинский машиностроительный завод. Всю Великую Отечественную войну работал на заводе выпуская продукцию необходимую фронту. С золотой медалью завершил обучение в вечерней школе рабочей молодёжи. В мае 1955 года направлен на комсомольскую стройку Воткинской ГЭС. Работал там до июня 1956 года.
На заводе работал с личным клеймом. Всегда опережал поставленные задачи, выполнял работу сверх нормы. Стал инициатором создания бригадной формы труда. Его предложение создать бригаду слесарных рабочих, что позволило повысить производительность на 15-20 %. За отличные производственные показатели в восьмой пятилетки был представлен к награде — ордену Ленина.
Указом Президиума Верховного Совета СССР от 9 сентября 1976 года (закрытым) за достижение высоких показателей в производстве и создание опытных образцов специальной техники Дмитрию Борисовичу Порсеву присвоено звание Героя Социалистического Труда с вручением ордена Ленина и медали «Серп и Молот».
Активно участвовал в общественной жизни завода. Избирался членом обкома профсоюзов и Центрального комитета профсоюза отрасли. Трижды ему было доверено право становиться депутатом Верховного Совета Удмуртской АССР. Последние годы перед уходом на заслуженный отдых трудился преподавателем в Воткинском профессионально-техническом училище № 2. Член КПСС с 1974 года.
Проживал в городе Воткинске. Умер 18 сентября 2002 года. Похоронен на городском кладбище.

## Награды
За трудовые успехи был удостоен:
- золотая звезда «Серп и Молот» (09.09.1976)
- два ордена Ленина (26.04.1971, 09.09.1976)
- другие медали.
- Почётный гражданин города Воткинска.